# Petrogradskaja (metrostation)
Petrogradskaja (Russisch: Петрогра́дская) is een station van de metro van Sint-Petersburg. Het station behoort tot de Moskovsko-Petrogradskaja-lijn en werd geopend op 1 juli 1963. Het metrostation ligt op de Petrogradzijde, waarnaar het genoemd is, in de Nevadelta ten noorden van het stadscentrum. In de planningsfase werd het station Kamenno-ostrovski prospekt (Kamennyj-eilandlaan) en Plosjtsjad Lva Tolstogo (Leo Tolstojplein) genoemd, naar een straat respectievelijk een plein in de omgeving.
Het station ligt 53 meter onder de oppervlakte en is van het bouwtype "horizontale lift". Dit type stations beschikt over een centrale perronhal die door middel van automatische schuifdeuren van de sporen wordt gescheiden. De stationshal bevindt zich op de begane grond van een modewarenhuis aan de Kamenno-ostrovski prospekt, nabij de Plosjtsjad Lva Tolstogo. Aan het einde van de perronhal is een portret en profil van een arbeider en een boerin aangebracht.